# مرکز رمزنگاری تگزاس
مرکز رمزنگاری تگزاس آژانس امنیت ملی/سرویس امنیت مرکزی (انگلیسی: NSA/CSS Texas Cryptologic Center (TCC)) که با نام مرکز رمزنگاری تگزاس (انگلیسی: Texas Cryptologic Center (TCC)) و آژانس امنیت ملی - تگزاس نیز شناخته می‌شود، یک پردیس اقماری است که توسط آژانس امنیت ملی ایالات متحده اداره می‌شود و در مجتمع پیوستی مدینا در پایگاه نیروی هوایی لاکلند در سن‌آنتونیو تگزاس قرار دارد. این مرکز در جوار مجتمع سابق ذخیره ملی مدینا واقع شده و اجرای عملیات‌های شنود الکترونیک، جنگ سایبری و امنیت رایانه‌ای را بر عهده دارد.

## تاریخچه
این مرکز قبلاً به نام مرکز عملیات‌های امنیتی منطقه‌ای مدینا شناخته می‌شد. مرکز مدینا میزبان ۲۲۰۰ کارمند نیروی زمینی، سپاه تفنگداران دریایی، نیروی دریایی، نیروی هوایی و غیرنظامیان وزارت دفاع بود که شامل اسکادران ۹۳ اطلاعات و اسکادران ۵۴۳ پشتیبانی گروه هوایی ۷۰ اطلاعات و شناسایی می‌شدند.
در سال ۲۰۰۵، آژانس امنیت ملی یک کارخانه تعطیل شده تراشه را که در نزدیکی این مرکز و بزرگراه میان‌ایالتی ۴۱۰ واقع شده بود، از شرکت سونی اجاره کرد و اعلام کرد که قصد دارد تعداد کارمندان خود را در طول ۲-۳ سال آینده دو برابر کند. در ژوئن ۲۰۱۰، آژانس امنیت ملی ساخت یک مرکز ذخیره‌سازی داده را در موقعیت سابق کارخانه سونی اعلام کرد، اما تعداد کارمندان مرکز محرمانه باقی مانده است.